# Mario's Time Machine
Mario's Time Machine is een computerspel, gemaakt voor de NES, de SNES, en de PC. Het is gemaakt als een opvolger van Mario is Missing!. In dit spel moet Mario terug in de tijd om voorwerpen terug te halen die gestolen zijn uit hun originele tijd. In de NES versie, moet Yoshi uit de handen van Bowser worden gered. Dit spel was gemaakt in 1993 en werd in datzelfde jaar uitgebracht voor de PC en de SNES. De NES versie kwam pas in 1994.

## Personen
Personen die in het spel aanwezig zijn:
- Isaac Newton
- Jeanne d'Arc
- Leonardo da Vinci
- Ludwig van Beethoven
- Thomas Jefferson
- Thomas Alva Edison
- Marco Polo
- Plato
- Elizabeth I van Engeland
- Mahatma Gandhi
- Johannes Gutenberg
- Ferdinand Magellaan
- Michelangelo Buonarroti
- William Shakespeare
- Cleopatra VII van Egypte